# Хрватска енциклопедија
Хрватска енциклопедија је била хрватска национална енциклопедија, чије је издавање крајем 1930-их у Загребу покренуо књижевник и публицист Мате Ујевић. Иако називан „мегаломанским“, пројекат је након стварања Бановине Хрватске добио потпору власти и Католичке цркве, а чланке су писали многи научници са Загребачког универзитета и других научних средишта Краљевине Југославије.
Енциклопедија је била замишљена у 12 томова, а штампање првога завршено је 10. фебруара 1941. године. Пети том, закључно с појмом Електрика, издан је почетком 1945. године. Након уласка јединица Југословенске армије, готово је целокупан тираж петог тома уништен и данас је, за разлику од прва четири, теже доступан.
После петог тома пројекат је прекинут, али су многи сарадници, међу њима и главни уредник Мате Ујевић, учествовали у изради Енциклопедије лексикографског завода и других издања „Југославенског лексикографског завода“, који је основан 1950. године уз помоћ Мирослава Крлеже.

## Издања
|   | Чланци/слова | Година објављивања | Број страница |
| - | ------------ | ------------------ | ------------- |
| 1 | А-Аутом      | 1941.              | 808           |
| 2 | Аутон-Бои    | 1941.              | 728           |
| 3 | Бој-Цл       | 1942.              | 800           |
| 4 | Цли-Дик      | 1942.              | 776           |
| 5 | Дил-Елект    | 1945.              | 738           |